# Канталиче
Канталѝче (на италиански: Cantalice) е малко градче и община в Централна Италия, провинция Риети, регион Лацио. Разположено е на 660 m надморска височина. Населението на общината е 2726 души (към 2010 г.).